# Командувач Національної гвардії України
Командувач Національної гвардії України — посадова особа, яка здійснює безпосереднє військове керівництво Національною гвардією України. Призначається Президентом України за поданням Міністра внутрішніх справ. Звільняється командувач НГУ рішенням Президента України.
- Військово-політичне і адміністративне керівництво Національною гвардією України здійснює Міністр внутрішніх справ України (п. 1 ст. 6 Закону України «Про Національну гвардію України»)
- Безпосереднє військове керівництво Національною гвардією України здійснює командувач Національної гвардії України, який одночасно є начальником головного органу військового управління Національної гвардії України (п. 1 ст. 7 Закону України «Про Національну гвардію України»).

## Статус
Відповідно до Указу Президента України «Питання органу військового управління Національної гвардії України» № 346/2014, командувач Національної гвардії України користується щодо військовослужбовців Національної гвардії України правами Міністра оборони України, які передбачені «Положенням про проходження громадянами України військової служби у Збройних Силах України», що поширює свою дію на військовослужбовців НГУ.
15 квітня 2014 року, Верховна Рада України призначила генерал-полковника Степана Полторака командувачем відновленої Національної гвардії України.
З 14 жовтня 2014 року, обов'язки командувача Нацгвардії виконував генерал-лейтенант Олександр Кривенко, перший заступник командувача Національної гвардії України.
З 6 лютого 2015 року, обов'язки командувача Нацгвардії тимчасово виконував генерал-лейтенант Микола Балан
30 грудня 2015 року, командувачем Нацгвардії був призначений генерал-лейтенант Юрій Аллеров.
З 7 квітня 2019 року обов'язки командувача НГУ виконував генерал-лейтенант Микола Балан який 14 червня 2019, згідно з Указом Президента №407/2019, призначений на цю посаду.
27 січня 2022 року, новим в.о. командувача Національної гвардії України було призначено генерал-лейтенанта Юрія Лебідя.
22 лютого 2022 року, відповідно до Указу Президента України, Юрія Лебідя було призначено командувачем Національної гвардії України.

## На посаді
| #  | Голова                    | Фото | Термін                                                                 | Служба за президентства                    | Примітки |
| -- | ------------------------- | ---- | ---------------------------------------------------------------------- | ------------------------------------------ | -------- |
| 5  | Степан Полторак           |      | 19 березня 2014 — 14 жовтня 2014                                       | Олександр Турчинов (в.о.), Петро Порошенко |          |
| 6  | Олександр Кривенко (в.о.) |      | 14 жовтня 2014 — 6 лютого 2015                                         | Петро Порошенко                            |          |
| 7  | Микола Балан (в.о.)       |      | 6 лютого 2015 — 30 грудня 2015                                         | Петро Порошенко                            |          |
| 8  | Юрій Аллеров              |      | 30 грудня 2015 — 7 травня 2019                                         | Петро Порошенко                            |          |
| 9  | Микола Балан              |      | 7 травня 2019 ;— 13 червня 2019 (в.о.) 14 червня 2019 — 27 січня 2022  | Петро Порошенко Володимир Зеленський       |          |
| 10 | Юрій Лебідь               |      | 27 січня 2022 — по 25 лютого 2022 (в.о.) 25 лютого 2022 — 8 липня 2023 | Володимир Зеленський                       |          |
| 11 | Олександр Півненко        |      | 8 липня 2023 — по т.ч.                                                 | Володимир Зеленський                       |          |

## Зовнішні посилання
- Командувач Національної гвардії України [Архівовано 24 Липня 2017 у Wayback Machine.]